# Fehér nyár
A fehér nyár (Populus alba) a fűzfafélék családjába tartozó kétlaki lombhullató fafaj. Őshonos Észak-Afrikában, Európában és Ázsia mérsékelt éghajlatú területein. Kedveli a nedves területeket, gyakran vízpartokon nő.

## Megjelenése
15-30 méter magasra növő széles koronájú fa. Kérge sima, szürkésfehér vagy zöldesfehér színű, jellegzetes rombusz alakú sötét foltokkal a fiatal fákon, amelyek feketéssé és repedezetté válnak idősebb korban. A fiatal hajtások és rajtuk a rügyek gyapjasak. A levelek 4–15 cm hosszúak, 5 karéjúak, kihajtáskor mindkét oldalon szőrösek; ez a színi oldalon hamar eltűnik de a fonáki rész a szőrök miatt fehér marad. A gyorsan növő fiatal fákon mélyen karéjosak a levelek, a lassabban növő idősebb fákon kevésbé mélyen karéjosak. A virágok kora tavasszal barkákban nyílnak, 5–8 cm hosszúak; a porzós barkák szürkék sötétpiros porzószálakkal, a termős barkák szürkészöldek, 8–10 cm hosszúak, szélbeporzásúak. Mindkét nemű barka murvalevele világosbarna. Termése tok, magjai repítőszőrösek, szél által terjednek; tavasz végén-nyár elején érnek be.

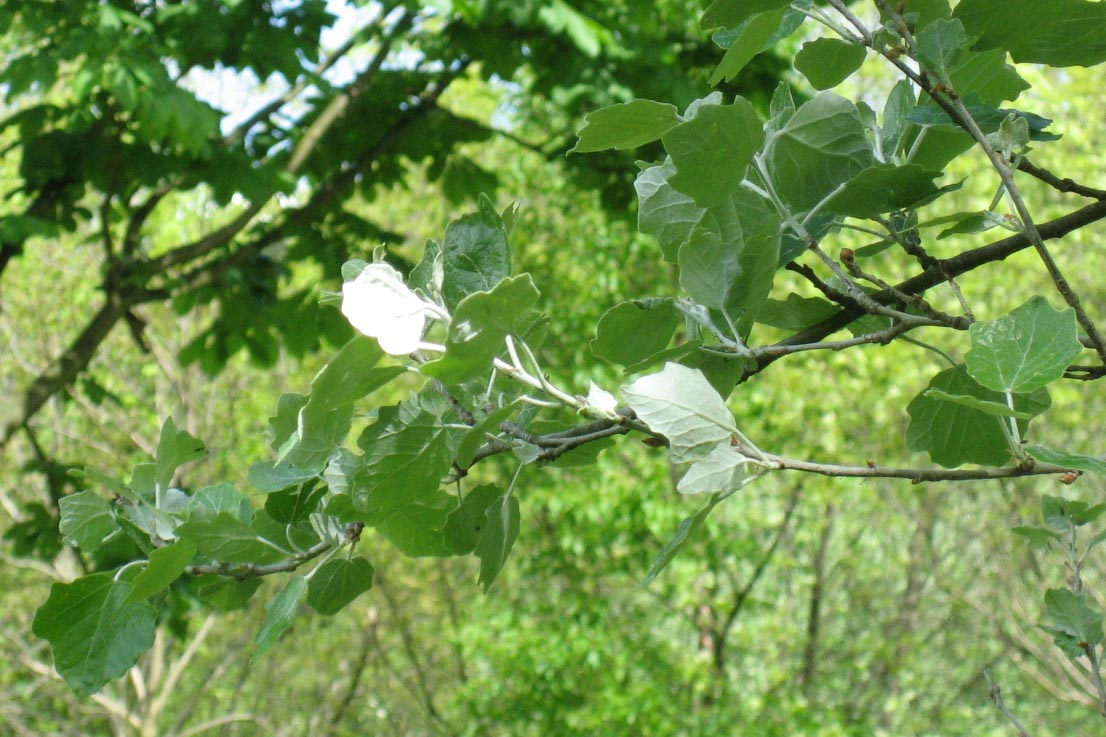
Lombja
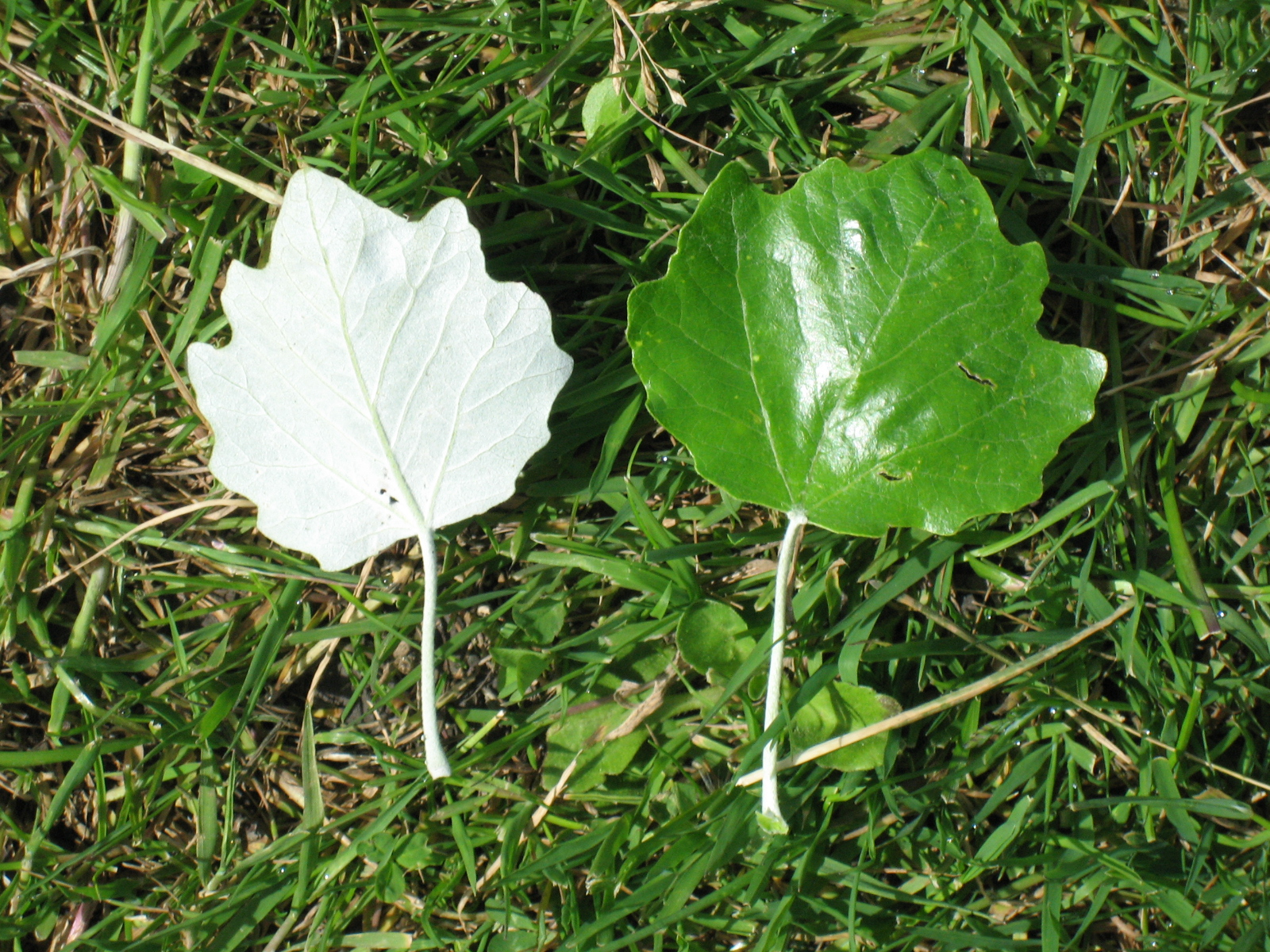
Levelei
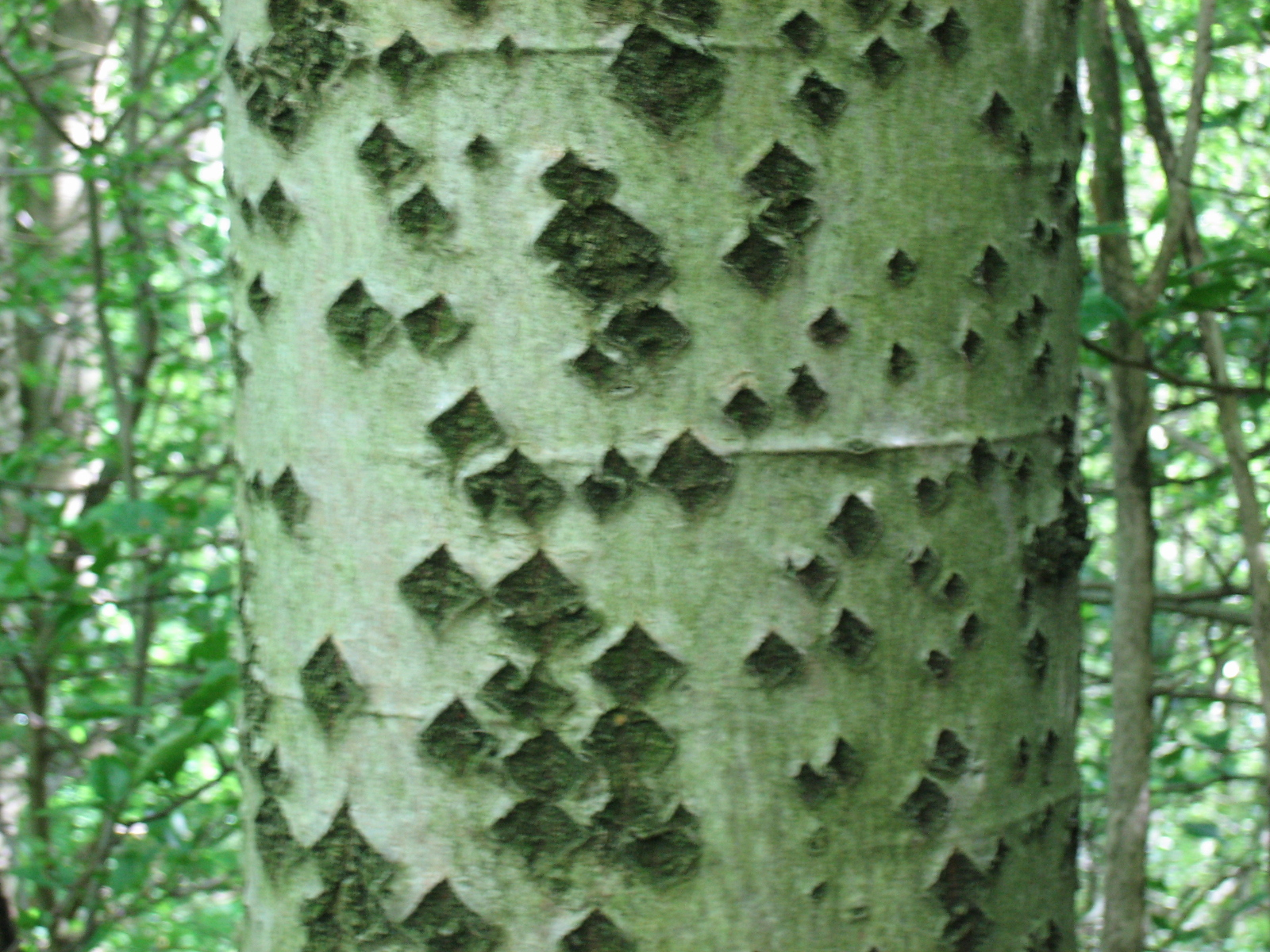
Törzse a jellegzetes rombusz alakú foltokkal
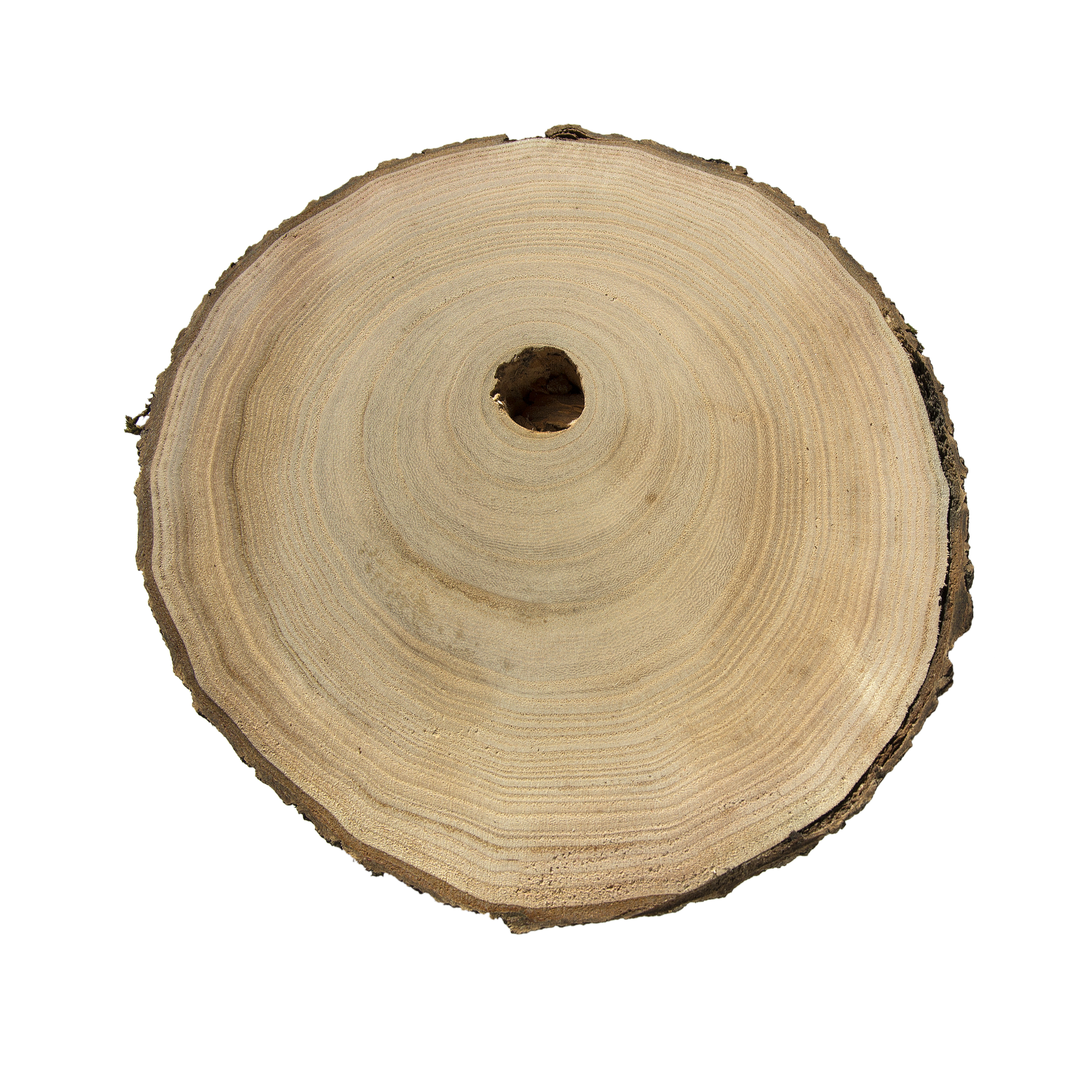
Törzsének keresztmetszete (átmérő: 180 mm; toulouse-i múzeum)

## Változata
- Populus alba var. pyramidalis Bunge - szin: Populus alba f. pyramidalis (Bunge) Dippel

## Hibridek
A rezgő nyárral (Populus tremula) alkotott hibridje a szürke nyár (Populus × canescens). Ennek leveleit vékony molyhos szőrzet borítja, amelyek sokkal kevésbé mélyen karéjosak mint a fehér nyár levelei. A molyhosság a szürke nyár esetében elég gyorsan eltűnik, valamint kérge gyorsabban válik érdessé.  Nagyon erőteljes fa, eléri a 40 m-es magasságot (törzsének átmérője jóval nagyobb, mint bármelyik szülőé). A legtöbb termesztett példány porzós, de a természetben termős példányok is előfordulnak.

## Felhasználása
Dísznövényként felhasználják, valamint sótűrése miatt tengerparti homokbuckák fásítására is.
Populus alba 'Pyramidalis' (syn. Populus bolleana) nevű kúpos alakú fajtáját, amely Turkesztánból származik, parkokba ültetik.

## Fordítás
- Ez a szócikk részben vagy egészben  a   Populus alba című angol Wikipédia-szócikk ezen változatának fordításán alapul.  Az eredeti cikk szerkesztőit annak laptörténete sorolja fel. Ez a jelzés csupán a megfogalmazás eredetét és a szerzői jogokat jelzi, nem szolgál a cikkben szereplő információk forrásmegjelöléseként.